# Eric Ladin
Eric Ladin (ur. 16 lutego 1978 w Houston) – amerykański aktor filmowy, serialowy i dubbingowy.

## Filmografia
- 2004: Krwawa Masakra w Hollywood jako Johnny Turnbull[1]
- 2005: Na powierzchni jako George Owen[1]
- 2005: Duck jako Uzależniony nr 4[1]
- 2005: Przeklęta jako Louie[1]
- 2008–2009: Mad Men jako William Hofstadt[1]
- 2008: My Best Friend's Girl jako Clay[1]
- 2008: Generation kill - Czas wojny jako Cpl. James Chaffin[1]
- 2008: Bar Starz jako Cory Lemuixk[1]
- 2009: Left 4 Dead 2 jako Ellis (głos)[1]
- 2010: Back Nine jako Gary Sussman[1]
- 2010: Trzy na jednego jako dr Roquet Walker[1]
- 2011: Infamous 2: Festival of Blood jako Cole McGrath (głos)[1]
- 2011: nieSlawny: inFamous 2 jako Cole MacGrath (głos)[1]
- 2011: L.A. Noire jako Mickey Joe (głos)[1]
- 2011–2012: Dochodzenie jako Jamie Wright[1]
- 2012: Street Fighter X Tekken jako Cole MacGrath (głos, jako Emmanuel May Pazazakmi)[1]
- 2012: PlayStation All-Stars Battle Royale jako Cole MacGrath / Evil Cole MacGrath (głos)[1]
- 2012: Motorcity jako Red / Mystery Stalker[1]
- 2012–2013: Mudcats jako narrator[1]
- 2013: Highland Park jako Jessie[1]
- 2013: Zakazane imperium jako J. Edgar Hoover / Director J. Edgar Hoover[1]
- 2014: Snajper jako 'Squirrel' / Case[1]
- 2015: Świat w opałach jako Glenn Taylor[1]
- 2016: River Guard jako Sean Flynn[1]
- 2016: Call of Duty: Infinite Warfare jako Private Todd 'Kash' Kashima (głos)[1]
- 2016: Wataha u drzwi jako Detective Clarkin[1]
- 2016: Beyond Valkyrie: Dawn of the 4th Reich jako Robert Sites[1]
- 2016: Rebirth jako Todd[1]
- 2016–2017: Longmire jako Sawyer Crane[1]
- 2017–2019: Bosch jako Scott Anderson[1]
- 2018: Painter jako Aldis[1]
- 2018: Shooter jako Red Bama Jr.[1]
- 2018: Six jako Trevor Wozniak[1]